# Aradi Nóra
Aradi Nóra (Tóth Sándorné) (Körösbökény, 1924. augusztus 9. – Budapest, 2001. február 10.) művészettörténész, műfordító, egyetemi tanár. A művészettörténeti tudományok kandidátusa (1959), a művészettörténeti tudományok doktora (1970). A Marxizmus Leninizmus Esti Egyetem Esztétika Tanszékének tanára, az MSZMP KB Kulturális Elméleti Munkaközösségének tagja volt.

## Életpályája
1934 után egy évig a nagyváradi Sacré Coeur Gimnáziumban tanult, 1935-ben költözött családjával Budapestre. 1942-ben érettségizett a Mária Terézia Leánygimnáziumban. 1942–1944 között a Pázmány Péter Tudományegyetem bölcsészkarának vendéghallgatója volt. A második világháború végén Romániában volt; bekapcsolódott a munkásmozgalomba. 1944–1945 között a KIMSZ tagja; a Patriotul című aradi pártlap és a bánáti tartományi pártlap munkatársa volt. 1945-től az MKP tagja volt. 1945–1950 között az Eötvös Loránd Tudományegyetem Bölcsészettudományi Karának művészettörténet–muzeológia szakos hallgatója volt. Az egyetem alatt a Honvédelmi Minisztérium Katonapolitikai Osztályának titkos ügynöke volt. 1945–1947 között a Szabadság című napilap szerkesztő-riportere volt. 1947–1952 között a Magyar Néphadsereg polgári alkalmazottjaként dolgozott. 1953–1954 között a Népművelési Minisztérium múzeumi főosztályvezető-helyettese volt. 1954–1957 között az MTA-TMB-n Vayer Lajos aspiránsa volt. 1957–1961 között a Művelődésügyi Minisztérium képzőművészeti főosztályvezetőjeként dolgozott. 1959–1961 között az Eötvös Loránd Tudományegyetem Bölcsészettudományi Kar Művészettörténeti Tanszékének egyetemi adjunktusa, 1961–1972 között egyetemi docense, 1972–1994 között egyetemi tanára volt. 1960–1990 között a Művészkritikusok Nemzetközi Szövetsége magyar nemzeti bizottságának elnöke, 1974–1977 között alelnöke volt. 1969–1990 között a Magyar Tudományos Akadémia Művészettörténeti Kutatócsoportjának alapító-igazgatója volt. 1971–1990 között a Magyar Tudományos Akadémia Művészettörténeti Füzetek főszerkesztője volt.
Kutatási területe a XIX–XX. századi magyar és európai művészet, képzőművészet és esztétika. 40 kötet szerzője és szerkesztője volt, valamint 700 tanulmány, kritika és katalógus írója.
Sírja a Farkasréti temetőben látogatható (CC-206. fülke).

## Magánélete
1950-ben házasságot kötött Tóth Sándorral, aki a Hungária Szálloda és Étterem Vállalat személyzeti osztályvezetője volt. Két gyermekük született: Anna (1951–) és Bálint (1955–).

## Művei
- Nagybánya értékeléséhez (A Magyar Művészettörténeti Munkaközösség Évkönyve. 1953. Budapest, 1954)
- Száz kép a magyar történelemből. Válogatta, a tanulmányokat írta Aradi Nóra. Szerkesztette: Havas Lujza. Fotók: Petrás István és Zilahi István. Lyka Károly előszavával. 100 fekete-fehér és színes reprodukcióval (Budapest, 1955)
- A magyar történeti festészet az 1880-as évektől az 1919-es Tanácsköztársaságig (A Művészettörténeti Dokumentációs Központ Évkönyve. 1954/55. Budapest, 1957)
- A polgári kultúra bomlásának főbb jelenségeiről a magyar képzőművészetben (Művészettörténeti Értesítő, 1957)
- Háy Károly László festőművész és Farkas Aladár szobrászművész gyűjteményes kiállítása. Kat. 8 táblával. A bevezető tanulmányt írta Aradi Nóra (Az Ernst Múzeum és a Műcsarnok kiadványa; Budapest, 1960)
- A nacionalizmus kérdéséről (Művészet, 1960)
- Réti István (Budapest, 1960)
- Képzőművészet és közönség (tanulmányok, Budapest, 1961)
- Mikus Sándorról (Művészet, 1961)
- Képzőművészeti irányok a 20. században (Művelődéspolitikai akadémia. 4. Budapest, 1963)
- Nagybányáról (Művészet, 1963)
- Kandinszkij-kiállítás Párizsban (Nagyvilág, 1963)
- Absztrakt képzőművészet (Budapest, 1964)
- A XX. század művészeti sematizmusának problémáiról (Magvető Almanach, 1964)
- Koreszme és korstílus (Új Írás, 1964)
- Frans Masereel (Kritika, 1964. 11.)
- Koszta (kismonográfia, Budapest, 1965)
- Fónyi (kismonográfia, Budapest, 1965)
- Néhány 1919-es plakátunk nemzetközi vonatkozásairól (Művészettörténeti Értesítő, 1966)
- Iparművészet és társadalmi tudat. Aradi Nóra előadása a Magyar Iparművészeti Főiskola ankétján (Üveg, kerámia és porcelán. 1966–1967. Budapest, 1967)
- Dejneka (kismonográfia, Budapest, 1967)
- A katedrálistól az ipari formáig. A képzőművészetek elméleti problémái (Budapest, 1967)
- A szocialista realista képzőművészet kialakulásának néhány problémája („Jöjj el szabadság!” Tanulmányok a magyar szocialista irodalom történetéből (II. kötet; Budapest, 1967)
- Október és a forradalmi művészet (Művészet, 1967)
- Daumier, Derkovits és utódaik (tanulmányok, Budapest, 1968)
- Léger Budapesten (Nagyvilág, 1968)
- Bortnyik Sándorról (Művészet, 1968)
- Szárján (kismonográfia, Budapest, 1970)
- A szocialista képzőművészet története (monográfia, Budapest, 1970, 1980)
- Jel és jelentésváltozások a legújabbkori művészetben. 1–5. (Művészet, 1971)
- A párizsi kommün és a képzőművészet (Művészettörténeti Értesítő, 1971)
- Képzőművészet és munkásmozgalom (1972, 1974, 1978)
- Guttuso (kismonográfia, Budapest, 1974)
- A szocialista képzőművészet jelképei (monográfia, Budapest, 1974)
- Szurcsik János (Budapest, 1974)
- Technika és művészet (Monográfia, Fukász Györggyel; Budapest, 1974)
- A Magyar Tudományos Akadémia Művészettörténeti Kutatócsoportjának öt éve. – Az összehasonlító kutatás néhány problémája a századforduló művészetében (Ars Hungarica, 1974)
- Tárgy, tárgyiasság, tárgyábrázolás (Ars Hungarica, 1975)
- Munkásábrázolás a magyar képzőművészetben (monográfia, Budapest, 1976)
- Korunk művészete. Kísérleti tankönyv a gimnáziumok IV. osztálya számára. Lukács Antallal és Staud Gézával; Budapest, 1976)
- Bolmányi Ferenc (kismonográfia, Budapest, 1977)
- A spanyol polgárháború és a képzőművészet („Az újnak tenni hitet.” Tanulmányok a szocialista irodalom történetéből. V. kötet. Szerkesztette: Illés László és József Farkas. Budapest, 1977)
- A Szocialista Képzőművészek Csoportja és a művészettörténet-írás (Párttörténeti Közlemények, 1978)
- Fényes Adolf (Budapest, 1979)
- A Magyar Tanácsköztársaság művészete. Reprodukciók. A bevezető tanulmányt Aradi Nóra, a képismertetőket Győrffy Sándor írta, a képeket válogatta: Cseh Mária és Theisler György. (A Magyar Munkásmozgalmi Múzeum kiadványa. Budapest, 1979)
- Pártosság, népiség, realizmus a képzőművészetekben (A realizmus a képzőművészetekben. Szerkesztette: Szerdahelyi István; Budapest, 1979)
- A Mednyánszky-kutatás néhány kérdése (Ars Hungarica, 1979)
- A forradalom és a szocialista képzőművészeti élet (A Magyar Tanácsköztársaság 60. évfordulója. Budapest, 1979. március 6–7. Tudományos ülésszak a Magyar Tudományos Akadémián. Szerkesztette: Köpeczi Béla. Budapest, 1980)
- Kondor György (kismonográfia, Budapest, 1981)
- Makrisz Zizi (kismonográfia, Budapest, 1982)
- A közép- és kelet-európai képzőművészet összehasonlító kutatásának néhány kérdése (Helikon, 1982)
- Mednyánszky (Budapest, 1983)
- SO-KY. Sós László és Kemény Éva grafikusművészek plakátjai. A bevezető tanulmányt írta. 33 db képmelléklettel, kísérőfüzettel. Mappa, papírtokban (Budapest, 1984)
- Téma és jelentésváltozás a XIX–XX. századi művészetben (Palócföld, 1984)
- Nemzeti és egyetemes jelleg képzőművészetünkben (Az új Magyarország 40 éve. Társadalom, politika, gazdaság, kultúra. Tudományos ülésszak. Budapest, 1984. december 10–12. Szerkesztette: Kulcsár Kálmán és Pritz Pál. Budapest, 1985)
- Gustave Courbet (kismonográfia, Budapest, 1985)
- Műfaj és jelentés (Ars Hungarica, 1985)
- Egy Munkácsy- és egy Csók-festmény előképe (Ars Hungarica, 1986)
- A romantika és a nemzeti művészetek (Ars Hungarica, 1987)
- Műfaj a képzőművészetekben (monográfia, Budapest, 1989)
- Hofbauer Imre. Egy londoni magyar művész (Ars Hungarica, 1991)
- Barna Miklós (monográfia; A Körmendi Galéria kiadványa. Budapest, 2003)
- Lélegzetnyi művészpálya. Sorok Kondor Györgyről és utóéletéről (Ezredvég, 2003)

## Szerkesztései
- Réti István: A nagybányai művésztelep. Szerkesztette, a bevezető tanulmányt írta (Budapest, 1954)
- Művészettörténet–tudománytörténet. Főszerkesztő (Muszeion Könyvtár. 1. Az MTA Művészettörténeti Kutatócsoportjának kiadványa; Budapest, 1973)
- Guttuso, Renato: A festő műhelye. Írások a művészetről. Szerkesztette, a képeket válogatta és az előszót írta. 46 fotóval és rajzzal (Budapest, 1977)
- Művészet és felvilágosodás. Művészettörténeti tanulmányok. Főszerkesztő: Aradi Nóra. Szerkesztő. Szabolcsi Hedvig és Zádor Anna. (A MTA Művészettörténeti Kutatócsoportjának kiadványa; Budapest, 1978)
- Harmincöt év, harmincöt művész. Művészi album. A kötetet szerkesztette, a bevezetést írta Aradi Nóra (Budapest, 1980)
- A magyarországi művészet története. VI. köt. 1890–1919. 1–2. Főszerkesztő: Aradi Nóra. Szerkesztő: Németh Lajos. (Az MTA Művészettörténeti Kutatócsoportjának kiadványa. Budapest, 1981)
- „Szabadság és a nép.” A Szocialista Képzőművészek Csoportjának dokumentumai. Szerkesztette, a bevezető tanulmányt írta Aradi Nóra, a képeket válogatta: Láncz Sándor, a képanyagot összeállította: Theisler György. 58 táblával. (Az MTA Művészettörténeti Kutatócsoportjának kiadványa. Budapest, 1981)
- A művészet története Magyarországon a honfoglalástól napjainkig. Szerkesztette 48 táblával (Budapest, 1983; 3. kiadás: 1992)
- A magyarországi művészet története. VII. kötet. 1919–1945. 1–2. Főszerkesztő: Aradi Nóra. Szerkesztő: Kontha Sándor. (Az MTA Művészettörténeti Kutatócsoportjának kiadványa. Budapest, 1985)
- A magyarországi művészet története. II. kötet. 1–2. 1300–1470. Főszerkesztő: Aradi Nóra. Szerkesztő: Marosi Ernő. (Az MTA Művészettörténeti Kutatócsoportjának kiadványa. Budapest, 1988)

## Műfordításai
- Victor Eftimiu: Szent Nepomuk lovagjai (elbeszélések; Parnasszus Könyvtár; Budapest, 1947)
- Mihail Sadoveanu: A balta (regény; Budapest, 1948)
- André Maurois: A szerelem hét arca (regény; Budapest, 1948)
- Mihail Sadoveanu: Moldvai szél (regény; fordította: Szabédi Lászlóval; Budapest, 1949)
- Petru Dumitriu: Farkasvadászat. – Júniusi éjszakák (elbeszélések; Budapest, 1950)
- Mihai Eminescu válogatott versei (Révai Könyvek; Haladó Irodalom. Budapest, 1950)
- Mihai Eminescu válogatott versei. Kétnyelvű kiadás (Bukarest, 1950)
- Mihai Eminescu: Költemények. Szerkesztette: Kacsó Sándor (Román Klasszikusok; Bukarest, 1955)
- Mihai Eminescu: Költemények. Szerkesztette: Kakassy Endre. Fordította: Franyó Zoltánnal és Székely Jánossal (Tanulók Könyvtára; Bukarest, 1961)
- Frans Masereel: A város. 100 fametszet. Képeskönyv. Bibliofil kiadvány. 100 fekete-fehér reprodukcióval (Budapest, 1961)
- Radu Bogdan: Andreescu. Kismonográfia. 26 táblával (A művészet kiskönyvtára. 68. Budapest, 1965)
- Marin Mihalache: Vida Géza. Kismonográfia. (A művészet kiskönyvtára. Új sorozat. 101. Budapest, 1975)

## Díjai
- Magyar Szabadságért Érdemrend (bronz, 1957)
- Munkácsy Mihály-díj (1971)
- Ipolyi Arnold-emlékérem (1975)
- SZOT-díj (1980)